# Jan Jařab
Jan Jařab (* 19. ledna 1965) je český obhájce lidských práv, diplomat, spisovatel a překladatel.

## Život
Původním povoláním je lékař, studoval antropologii. Od roku 1999 se profesně věnuje oblasti lidských práv. Od 8. března 2001 do 31. října 2004 byl zmocněncem vlády České republiky pro lidská práva. Od 1. listopadu 2004 do 10. ledna 2010 byl členem týmu Vladimíra Špidly, evropského komisaře pro zaměstnanost, sociální věci a rovnost příležitostí. Od 2010 je regionálním zástupcem vysokého komisaře OSN pro lidská práva (Evropa, Mexiko, Chile).
Jeho otcem byl anglista a amerikanista Josef Jařab. Je ženatý a má dvě děti: Daniela a Luisu.

## Literární dílo a překlady
Publikoval překlady moderní americké beletrie (Charles Bukowski, Richard Brautigan, Thomas Berger), esejů Susan Sontagové i literatury faktu. Jako publicista se uvedl eseji na společenská a kulturní témata publikovanými v Mladé frontě DNES, Lidových novinách, Listech, Literárních novinách aj. Výbor z jeho textů vyšel knižně pod názvem Šíleně pomalá revoluce (2006).
Dětské literatuře se věnuje především jako překladatel z angličtiny (Obr Dobr Roalda Dahla, Jedenadvacet balónů W. P. Du Boise, Tam kde žijí divočiny Maurice Sendaka). Vydal však i knihu vlastních pohádek Tajemství strýce Erika (2013).